# Mało-Żyrowo
Mało-Żyrowo (ros. Мало-Жирово) – wieś (dieriewnia) w Rosji, w obwodzie tomskim, w rejonie asinowskim. W 2021 liczyła 380 mieszkańców.